# AOL (Usenet)
AOL is een term die op Usenet gebruikt wordt om aan te geven dat men het eens is met hetgeen dat zojuist gezegd is.
Soms worden op Usenet berichten geplaatst waarin het gehele vorige bericht geciteerd wordt en waarin de nieuwe bijdrage van de poster beperkt blijft tot iets als 'me2', 'ik ook' of 'mee eens'. Wanneer het niet om een belangrijk persoon of een peiling van meningen gaat vinden velen dit een verspilling van middelen, en het is dan ook niet in overeenstemming met de nettiquette. Omdat dit soort berichten vooral van gebruikers van America Online (AOL) afkomstig was, is een dergelijke reactie een "AOL" gaan heten.